# Gracilopsis guianensis
Gracilopsis guianensis är en fjärilsart som beskrevs av George Francis Hampson 1926. Gracilopsis guianensis ingår i släktet Gracilopsis och familjen nattflyn. Inga underarter finns listade i Catalogue of Life.